# Melanderomyia
Melanderomyia is een geslacht van insecten uit de familie van de breedvoetvliegen (Platypezidae), die tot de orde tweevleugeligen (Diptera) behoort.

## Soort
- M. kahli Kessel, 1960